# Despatx al carrer Indústria, 34
El Despatx al carrer Indústria, 34 és una obra noucentista de Sabadell (Vallès Occidental) inclosa a l'Inventari del Patrimoni Arquitectònic de Catalunya.

## Descripció
Edifici de planta rectangular dedicat a despatx tèxtil. Està format per planta baixa i pis, aquest darrer no es reflecteix a la façana, ja que està situat de la meitat de l'edifici cap a la part posterior. Al pis s'accedeix per una doble escalinata de fusta situada a l'interior.
La façana mostra una profusió ornamental amb utilització d'elements de filiació classicista. La porta està coronada a la zona de la llinda, per un frontó sustentat per mènsules. Dues pilastres estriades amb capitells amb volutes suporten l'acabament de la façana, zona on es concentra la càrrega ornamental. L'acabament el constitueix un frontó que dibuixa línies ondulants acabades en volutes a l'extrem intern, a l'interior del frontó s'ha disposat un medalló dibuixat a partir de garlandes amb motius vegetals.

## Història
L'edifici està situat al voltant d'un dels eixos industrials de la ciutat de finals del segle xix i principis del XX. Es tracta de l'eix que marca el carrer Tres Creus que comunicava el centre de la ciutat amb l'estació de ferrocarrils i amb l'altre eix industrial de la ciutat, els molins situats als marges del riu Ripoll.